# Тримекаин
Тримекаи́н (лат. Trimecainum) — органическое вещество синтетического происхождения, применяемое как лекарственное средство для местной анестезии, а также как антиаритмический препарат в виде тримекаина гидрохлорида.

## История
Первые публикации, посвящённые тримекаину, принадлежат шведскому биохимику Нильсу Лофгрену в 1946 году. Внедрение в клиническую практику тримекаина как местного анестетика принадлежит чехословацким и советским авторам независимо друг от друга. В СССР впервые применён в стоматологической практике украинским доцентом Ю. И. Бернадским в 1957 году.

## Фармакологическое действие

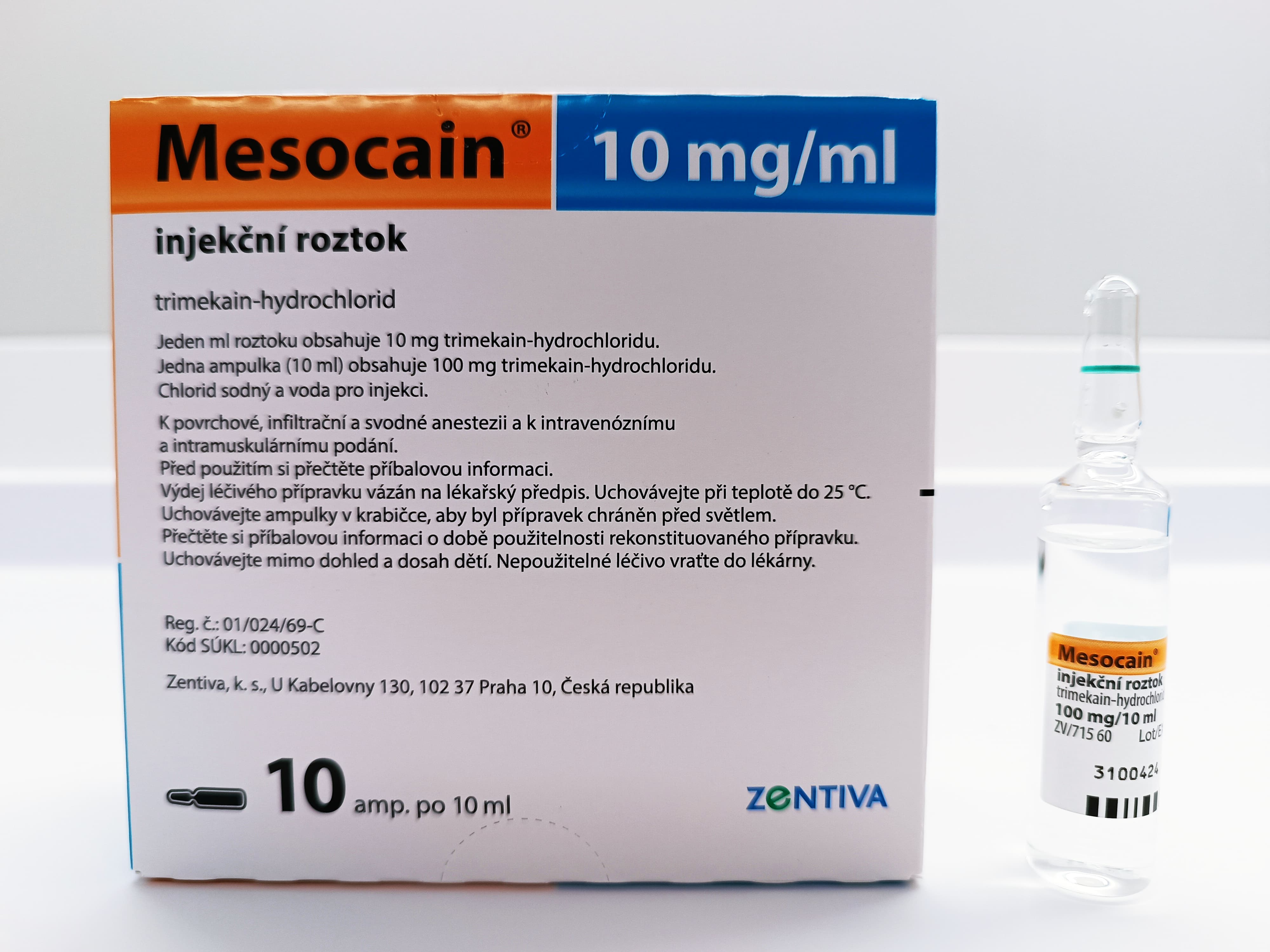
Мезокаин (Тримекаин) в ампулах 1% 10 мл
от компании Zentiva

Как все местные анестетики амидной группы, тримекаин блокирует потенциал-зависимые натриевые каналы, предотвращая их активацию и поступление натрия в клетку при деполяризации мембраны, что вызывает обратимую сенсорную, моторную и вегетативную блокаду. По своим фармакологическим свойствам подобен лидокаину, отличается меньшим риском развития токсической реакции в организме. Анестезирующий эффект длится 60—90 минут. Не оказывает раздражающего действия на ткани.

## Физические свойства
Белый или белый со слабым желтоватым оттенком кристаллический порошок, хорошо растворимый в воде и этаноле. Температура плавления — 137 °C.